# Maurice Denamur
Maurice Denamur, né le 30 décembre 1895 à Marpent et mort le 22 décembre 1957 à Recquignies, est un coureur cycliste français. Il fut professionnel de 1926 à 1928.

## Palmarès
- 1926
  - Tourcoing-Dunkerque-Tourcoing
  - Lille-Dunkerque-Lille
- 1927
  - Circuit franco-belge
- 1928
  - 3e du Grand Prix de Fourmies